# به یاد یار و دیار
به یاد یار و دیار: مجموعهٔ طنزیات سیاسی و اجتماعی کتابی‌ست طنز از ایرج پزشک‌زاد در خرافات‌ستیزی که نخستین بار در سال ۱۳۹۱ منتشر شده.

## فهرست
- به جای پیش‌گفتار؛
- قلم یار فرزانه‌ام؛
- دوئل در پاریس؛
- بازگشت به وطن آشفته؛
- صندوق لعنت؛
- اکبرشیر؛
- در میان بچه‌پُرروها؛
- دو یار زیرک و…؛
- عموجانان من؛
- ناز طبیبان؛
- مأموریت ژنرال؛
- یادبادی از شاعران؛
- پیک بشارت بی‌بی؛
- شب اول Black Humour